# ليوناردو كوستاليولا
ليوناردو كوستاليولا (بالإيطالية: Leonardo Costagliola)‏ (مواليد 27 أكتوبر 1921) هو لاعب كرة قدم. يلعب مع منتخب إيطاليا لكرة القدم. سبق له أن لعب في كأس العالم لكرة القدم مع منتخب بلاده.

## روابط خارجية
- ليوناردو كوستاليولا على موقع الاتحاد الدولي (مؤرشف)  (الإنجليزية)
- ليوناردو كوستاليولا على موقع قاعدة بيانات كرة القدم.إي يو (الإنجليزية)
- ليوناردو كوستاليولا على موقع ناشيونال فوتبول تيمز (الإنجليزية)
- ليوناردو كوستاليولا على موقع عالم كرة القدم.نت (الإنجليزية)